# Panj Grain Kalan
Panj Grain Kalan es una ciudad de la India en el distrito de Faridkot, estado de Punyab.

## Geografía
Se encuentra a una altitud de 212 m s. n. m. a 203 km de la capital estatal, Chandigarh, en la zona horaria UTC +5:30.

## Demografía
Según estimación 2010 contaba con una población de 11 581 habitantes.